# جراحة تجاوز الأمعاء اللفائفية الجزئية
جراحة تجاوز الأمعاء اللفائفية الجزئية (بالإنجليزية: Partial Ileal Bypass Surgery)‏ هي الجراحة التي تشمل تقصير الأمعاء اللفائفية بهدف تقصير طول الأمعاء الدقيقة.
وكان أول من قام بها البروفيسور هنري بوكوالد عام 1962 بجامعة مينيسوتا، وتستخدم هذه التقنية في علاج حالات زيادة الدهون (بالإنجليزية: Hyperlipidemias)‏ والتي تشتمل حالات فرط كوليسترول الدم العائلي. والتجربة العشوائية الوحيدة التي تقارن بين جراحة تجاوز الأمعاء والطريقة المتعارف عليها بمحاولة بي أو إس سي إتش، التي اجراها بوكوالد وفريقه. اُجريت الجراحة ما بين عامى 1975 و 1983 على حوالى 838 حالة نجت من ازمة قلبية. وقد فشلت تلك الطريقة في تقليل نسبة الوفيات، لكن في العام 1998 أظهرت نتائج المتابعة إلى أنه بالإضافة إلى فائدته في خفض مستوى الكولستيرول و تطور المرض فقد قلل ذلك من نسبة الوفيات في مجموعة العلاج.
اُستخدمت جراحة تجاوز الأمعاء اللفائفية بعد استخدام أدوية علاجية فعالة عن طريق الفم لعلاج حالات زيادة الكولستيرول. ويتم استخدامها عادة كعلاج جراحي للسمنة. وكما هو شائع في جراحات استئصال الأمعاء، فقد يعانى المريض من الاسهال الدهنى نتيجة نقص امتصاص أملاح الصفراء التي تمتص عن طريق الأمعاء.